# Heliotropium socotranum
Heliotropium socotranum är en strävbladig växtart som beskrevs av Friedrich Vierhapper. Heliotropium socotranum ingår i Heliotropsläktet som ingår i familjen strävbladiga växter. Inga underarter finns listade i Catalogue of Life.